# Jaak Nyssen
Jaak Nyssen, schrijversnaam: Jaak of Jacques Nijssen (Henri-Chapelle, 1926 - 30 oktober 2009), was een Belgisch heemkundige, woonachtig in Sint-Martens-Voeren. Hij was gehuwd met Elza Nyssen-Vandenabeele - ze hebben samen zeven kinderen.
Beroepshalve was Nyssen veearts, afgestudeerd aan de Rijksuniversiteit Gent. Na een korte loopbaan als dierenarts ging hij werken in de onderzoeksafdeling van een farmaceutisch bedrijf net over de grens in Duitsland. Daarnaast was hij betrokken bij heemkunde, gemeentelijke politiek en het Platdietse dialect. Zijn focus lag bij grafkruisen. Er zijn talrijke publicaties van zijn hand.

## Onderscheidingen
- 1993 door het Landschaftsverband Rheinland onderscheiden met de Rheinlandthaler
- 1995 Prijs van de Kulturele Raad Voeren[4]
- Voor zijn grote inzet op heemkundig gebied kreeg hij in 1997 het Jozef Weyns-eremerk van het Verbond voor Heemkunde, dat opging in het verbond Histories